# Vegetarian Society
A  Vegetarian Society (em português: "Sociedade Vegetariana") é uma entidade filantrópica britânica criada em 30 de setembro de 1847 com o objetivo de "inspirar e apoiar pessoas na transição para uma dieta e um estilo de vida vegetariano e vegano" no Reino Unido. 

## História
No século XIX, um grupo britânico ativamente promoveram e seguiram uma dieta sem carne. Três grupos foram fundamentais na formação da Sociedade Vegetariana: membros da Bible Christian Church, da Alcott House e leitores do periódico The Truth-Tester, com James Simpson como seu primeiro presidente.

## Jornais
A Sociedade Vegetariana publicou pela primeira vez The Vegetarian Messenger (1849–1860). Tornou-se The Dietetic Reformer and Vegetarian Messenger (1861–1897), The Vegetarian Messenger and Health Review (1898–1952), The Vegetarian (1953–1958) e The British Vegetarian (1959–1971). 
Em 1885, Beatrice Lindsay, formada pelo Girton College, Cambridge, tornou-se a primeira mulher editora do Dietetic Reformer and Vegetarian Messenger da Vegetarian Society.
Atualmente, retornando ao nome de The Vegetarian, a revista continua a ser produzida três vezes por ano.

## Trabalho atual
A Sociedade Vegetariana se dedica na promoção de campanhas de conscientização e implementação de políticas públicas.
Em 2017, a Vegetarian Society lançou seu selo "Vegetarian Society Approved" para produtos veganos. As marcas registradas aprovadas pela Vegetarian Society são licenciadas para empresas exibirem produtos que contenham apenas ingredientes veganos. Esses selos podem ser vistos em produtos em lojas e supermercados e também em pratos de restaurantes. Em 2022, o McDonald's lançou seu hambúrguer McPlant em todo o Reino Unido, que é credenciado com o selo "Vegetarian Society Approved".
A National Vegetarian Week (Semana Vegetariana Nacional) é o principal evento promovido pela organização.
A Escola de Culinária da Vegetarian Society oferece aulas de  culinária vegetariana e vegana. Ele trabalha com várias instituições de caridade e grupos comunitários para oferecer cursos de culinária sob medida para grupos. Além disso, a escola forma chefs profissionais e aqueles que buscam uma nova carreira no setor de alimentos com o Diploma de Chef Profissional.

## Membros notáveis
Membros notáveis da Vegetarian Society incluem Peter Cushing, Henry Stephens Salt, Isaac Pitman, Jorja Fox, George Bernard Shaw, Mahatma Gandhi, Paul, Linda and Stella McCartney, and Jerome Flynn.